# Cohade
Cohade település Franciaországban, Haute-Loire megyében. Lakosainak száma 868 fő (2022. január 1.). Cohade Azérat, Beaumont, Bournoncle-Saint-Pierre, Brioude, Lamothe és Vergongheon községekkel határos.

## Népesség
A település népességének változása:
| Lakosok száma | 381  | 518  | 591  | 757  | 830  | 847  | 863  | 884  | 875  | 868  |
|               | 1968 | 1982 | 1990 | 2006 | 2013 | 2015 | 2017 | 2019 | 2020 | 2022 |